# Juan Tomás Tuyro Túpac

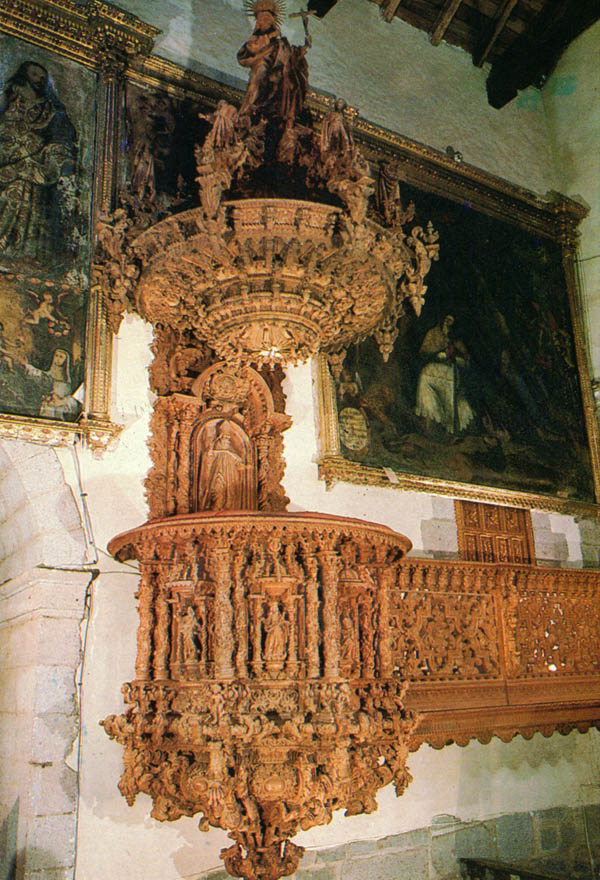
Púlpito de la Iglesia de San Blas, talla atribuida a Tuyru Túpac.

Juan Tomás Tuyru Túpac, Tuyro Tupa o Tuiro Túpac (Perú, siglo XVII – siglo XVIII) fue un arquitecto y escultor del Virreinato de Perú.
Nacido en el Cuzco, por ser descendiente de los incas obtuvo el título de Sargento Mayor de la nobleza indígena.

## Biografía
Tuvo una destacada actividad artística en su ciudad natal, Cuzco. Trazó la planta de la iglesia de San Pedro, anexa al Hospital de los Naturales (1699), y para su ornato talló una imagen de Nuestra Señora de la Almudena, así como el púlpito y el retablo principal. En la iglesia de San Blas talló el retablo de Nuestra Señora del Buen Suceso, y se le atribuye la preciosista labor del púlpito que en ella se admira. También labró retablos en la Catedral, la imagen de Nuestra Señora de Almudena en la iglesia dedicada a su advocación, el púlpito de la iglesia de Nuestra Señora de Belén, y varias imágenes para los templos de San Sebastián y Santa Ana. Habiendo llegado a una avanzada edad, mereció el privilegio de que las órdenes de San Agustín y San Juan de Dios le ofrecieran en sus respectivos conventos un sitio para su sepultura, en atención a los trabajos que en uno y otro había cumplido.

#### Libros y publicaciones
- Alberto Tauro del Pino. Enciclopedia Ilustrada del Perú. Lima: PEISA, 2001.

- Datos: Q5952686